# Sâmbăta
Sâmbăta is een Roemeense gemeente in het district Bihor.
Sâmbăta telt 1522 inwoners.